# لورينزو رايت
لورينزو رايت (بالإنجليزية: Lorenzo Wright)‏ هو عداء سريع أمريكي، ولد في 9 ديسمبر 1926 في ديترويت في الولايات المتحدة، وتوفي بنفس المكان في 27 مارس 1972.

## وصلات خارجية
- لورينزو رايت على موقع اللجنة الأولمبية الدولية (الإنجليزية)
- لورينزو رايت على موقع أوليمبيديا (الإنجليزية)